# محوطه سنگر ایچی یر لری
محوطه سنگر ایچی یر لری مربوط به عصر آهن - سده‌های میانه دوران‌های تاریخی پس از اسلام است و در شهرستان ملکان، بخش مرکزی، دهستان گاو دول غربی، روستای ملا سراب واقع شده و این اثر در تاریخ ۲۷ بهمن ۱۳۸۷ با شمارهٔ ثبت ۲۴۷۷۰ به‌عنوان یکی از آثار ملی ایران به ثبت رسیده است.